# Romaniella exsulcata
Romaniella exsulcata är en stekelart som beskrevs av Joseph Augustine Cushman 1940. Romaniella exsulcata ingår i släktet Romaniella och familjen brokparasitsteklar. Inga underarter finns listade i Catalogue of Life.